# Arch Top

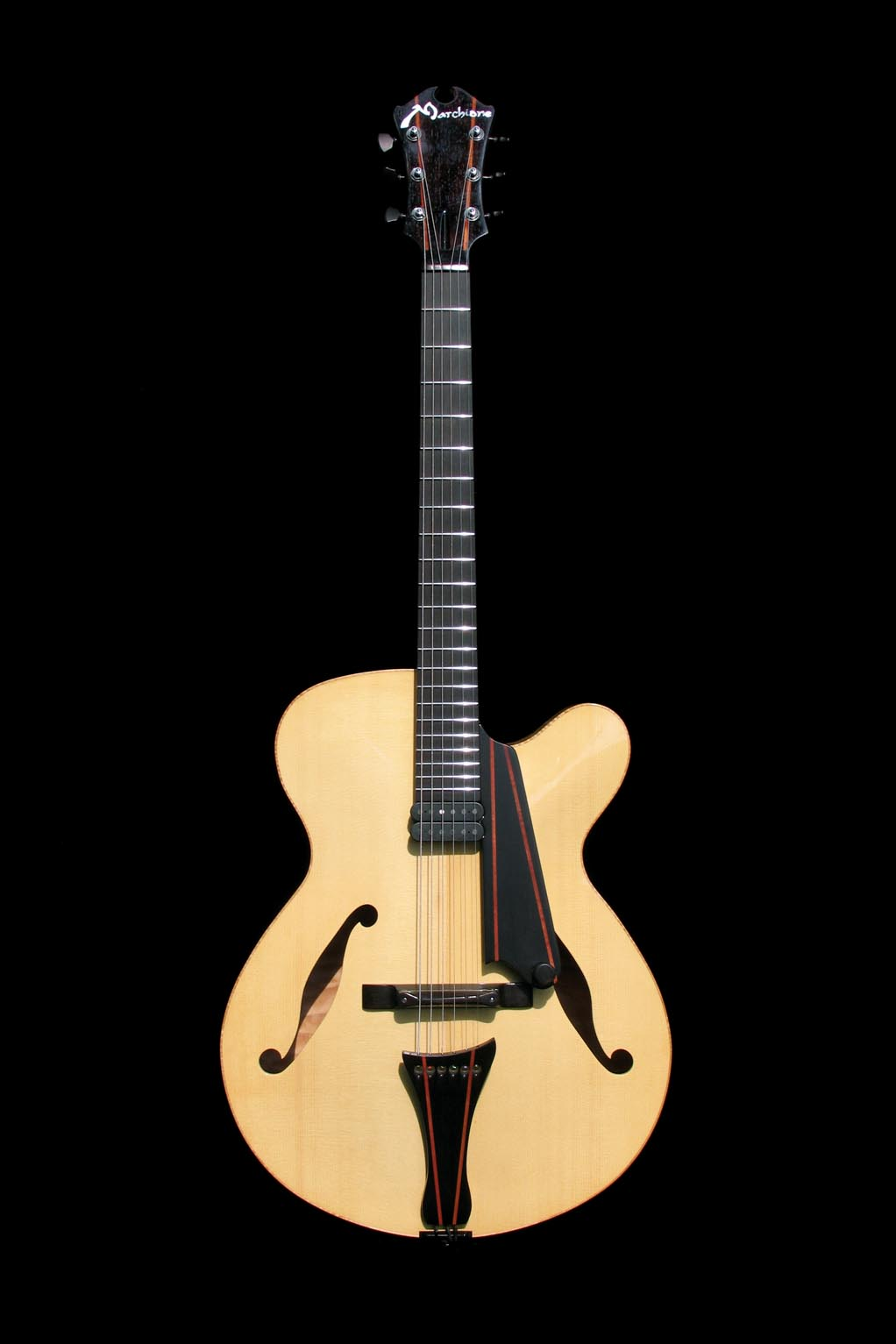
Gitara akustyczna typu Arch Top

Arch Top (lub Hollow body) – typ budowy gitar akustycznych oraz elektryczno-akustycznych charakteryzujący się występowaniem grubego pudła rezonansowego oraz otworami rezonansowymi w kształcie stylizowanej litery f. Mają niższe boki, a spód z wierzchnią płytą są wypukłe. Mostek może nie być przymocowany do pudła, a przytrzymywany jedynie siłą nacisku strun. W modelach przeznaczonych do rock'n'rolla zdarzają się czasem mostki typu Bigsby.

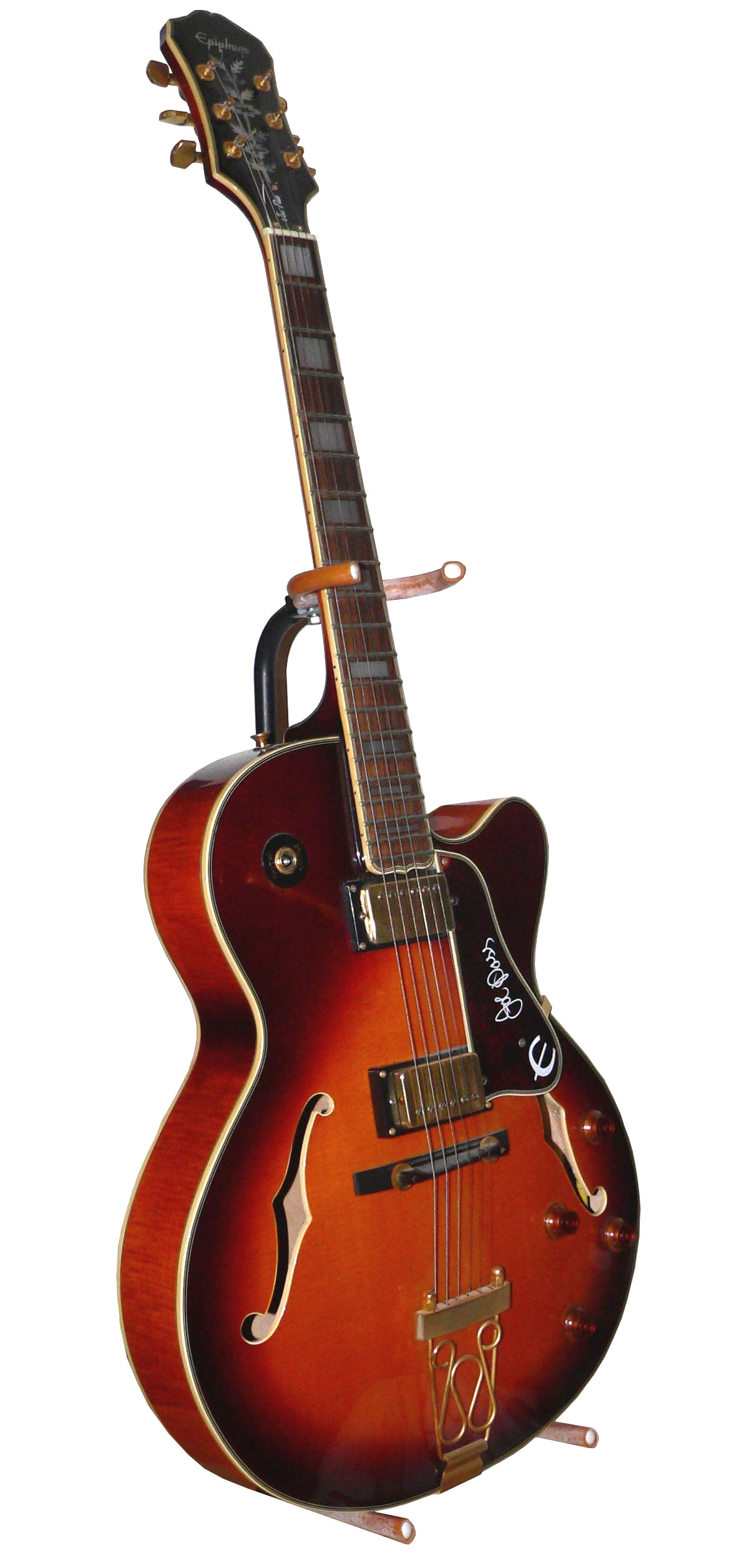
Gitara elektryczno-akustyczna typu Arch Top

Instrumenty typu Arch Top są najczęściej skonstruowane z następujących gatunków drewna:
- płyta tylna – jawor, klon lub mahoń w tańszych instrumentach
- boczki – jawor, klon lub mahoń w tańszych instrumentach
- płyta wierzchnia, tzw. top – jawor, świerk, jawor o falistym układzie włókien, klon o falistym układzie włókien

W tanich instrumentach zamiast litego drewna stosuje się sklejkę.
Pudła są najczęściej przyozdobione jedną lub dwiema żyłkami po bokach, tzw. binding.
Chętnie używane przez muzyków bluesowych, jazzowych i rockandrollowych (np. B.B. Kinga – gitara bez otworów w kształcie litery „f”, tzw. „efek”), Chucka Berry'ego, czy Malcolma Younga)